# Mantella betsileo
A Mantella betsileo   a kétéltűek (Amphibia) osztályába és  a békák (Anura) rendjébe aranybékafélék (Mantellidae) családjába tartozó faj.

## Előfordulása
Madagaszkár endemikus faja. A sziget nyugati és délnyugati részén, valamint az Isalo Nemzeti Park és Antsirabe környékén, a tengerszinttől 900 m-es magasságig honos.

## Nevének eredete
Nevét a malgas betsileo szóból alkották, ami Madagaszkár középső és déli területein élő nép neve.

## Megjelenése

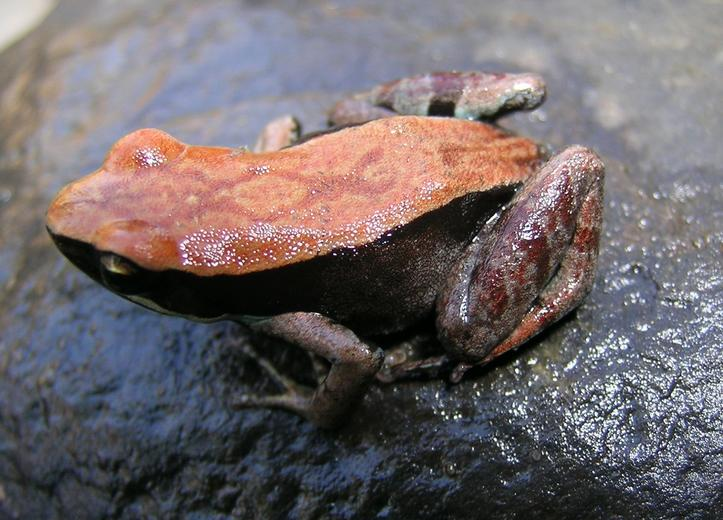

Kis méretű békafaj. A hímek hossza 18–21 mm, a nőstényeké 19–26 mm. Háta sárgás, vöröses vagy világosbarna, általában rombusz alakú mintázattal. Hátának színe és oldalának feketés színe között éles határvonal van. Hasi oldalának színe fekete, kék pettyekkel, melyek egészen a torkáig terjednek. Íriszének felső fele aranyszínű.

## Természetvédelmi helyzete
Számos védett területen megtalálható. A vörös lista a nem veszélyeztetett fajok között tartja nyilván. 